# Abbaye de l'Arc (Vevey)
Pour les articles homonymes, voir Abbaye de l'Arc.
L'Abbaye de l’Arc désigne une société privée de tir à l’arc qui se trouve à Vevey, dans le canton de Vaud en Suisse.

## Historique
Une société de l’Arc de Vevey, fondée le 6 juin 1694 par des familles notables de la ville, se dote d’une bannière à croix de Saint-André rouge sur fond blanc. Ce drapeau affiche, en médaillon, un centaure tirant à l’arc. La devise qui entoure le motif central, Vires acquirit eundo, est une citation de Virgile (Enéide, livre IV, v. 175) et fait allusion à la Renommée, dont « la marche accroît la force ».
Les autorités veveysanes accordent à la société la jouissance d’une parcelle dite « Pré de la Ville », située le long de la Veveyse (à l’emplacement actuel de la gare de Vevey). L’usage du site est partagé avec les sociétés des arquebusiers et des Carabiniers, qui ont leurs cibles en parallèle. Une avenue de tilleuls borde le pas de tir, et des buttes, soit monticules de terre, sont élevées à chaque extrémité pour arrêter les flèches perdues. Les cibles se placent devant ces buttes. Un pavillon, ou club-house, n’est construit que durant la seconde moitié du XVIIIe siècle. Cet harmonieux bâtiment en maçonnerie abrite longtemps non seulement les réunions de la société, mais également d’innombrables concerts, réunions scientifiques ou bals, sans même parler des répétitions de chœurs, tout particulièrement durant la préparation des Fêtes des vignerons (1819, 1833, 1851).
Les réunions sportives voient chaque année des tirs à la cible et un tir au papegay (un oiseau placé au sommet d’une perche). Jusque vers la fin du XVIIIe siècle, ce dernier concours se tient sur la grande place de Vevey, puis est progressivement abandonné.
Toutefois, en raison à la fois d’une certaine concurrence entre les divers utilisateurs du lieu, de l’urbanisation progressive du quartier du « Pré de la Ville » et du danger que représentent ces activités pour le voisinage, ces exercices sportifs ne vont pas sans difficultés. L’arrivée du chemin de fer et la construction de la gare règlent le problème en imposant un déplacement des tirs.
En 1861, une parcelle est donc acquise un peu plus haut, au pied de la colline de Saint-Martin, où la société crée un nouveau pas de tir et se contente, pour abri, d’une simple cabane en bois.
La société de l’arc prend officiellement le nom d’Abbaye de l’Arc en 1908.

## Source
- François Margot, « L’abbaye de l’Arc de Vevey. Des berges de la Veveyse à la colline de Saint-Martin », dans Antoine Rochat (éd.), Abbayes, vie associative et tir à l'arc à Lausanne (XVIIIe – XIXe siècle (Bibliothèque historique vaudoise 140), Lausanne 2014, pp. 228–238.